# Тим Нобл и Сью Вебстер
Тим Нобл и Сью Вебстер (англ. Tim Noble & Sue Webster) — арт-дуэт современных британских художников.

## Творчество
- Арт-дуэт Тим Нобл и Сью Вебстер занял своё место на британской арт-сцене в 1990-х с работами, которые объединяли эстетику трэшевого панк-искусства и световых вывесок Лас-Вегаса.
- Тим Нобл и Сью Вебстер известны прежде всего световыми проекциями и инсталляциями — ироничными автопортретами. Художники брали обычные предметы, включая мусор, для создания ассамбляжей, а затем направляли свет таким образом, что проецируемые тени выглядели как нечто узнаваемое. Процесс трансформации от отходов, металлолома или даже чучел животных к узнаваемому образу, перекликается с идеями «перцептивной психологии», формой, используемой для психологической оценки пациентов. На протяжении своей карьеры Тим Нобл и Сью Вебстер экспериментировали с тем, как люди воспринимают абстрактные изображения и определяют их значение. Результат является неожиданным и мощным, демонстрируя как абстрактные формы могут трансформироваться в фигуративные.
- В работах последнего времени они «очистили» материалы и формы. Мусор был заменен более дорогими материалами, например, сталью, как в группе скульптур "The Glory Hole"(2005). Однако дуэт не прекратил работать со светом. Художники создали серию световых скульптур, которые вызывают в памяти знаковые символы поп-культуры, световые вывески и шоу в духе Лас-Вегаса. Кинетическая световая скульптура Sacrificial Heart (2007) смешивает христианский символизм с байкерской иконографией. В монументальной скульптуре Electric Fountain (2008), установленной перед Рокфеллер-центром в Нью-Йорке, 3390 лампочек и 527 метров неоновых трубок превратились в объемный электрический фонтан, цвет и сила света которого изменяется в зависимости от погоды.
- В лондонском музее Фрейда Тим Нобл и Сью Вебстер однако использовали фактор шока. Инсталляция Scarlett (2006), часть проекта Polymorphously Perverse, представляет собой автоматизированное рабочее место, где причудливые механизмы вызывают к жизни сексуальные фантазии.
- Их творчество также включает большие световые рисунки, которые напоминают татуировки и неоновые вывески одновременно, например: Girlfriend From Hell (2004), Puny Undernourished Kid (2004).
- Нобл и Вебстер создали примечательный ряд анти-монументов за свою карьеру, смешивая стратегии современной скульптуры и панка, создавая искусство из анти-искусства. Их работы получают энергию из столкновения противоположностей — формы и анти-формы, высокой культуры и анти-культуры, мужского и женского, секса и насилия.
- В 2007 художники получили ARKEN Prize за вклад в современное искусство, в том же году их проект Polymorphous Perverse в Музее Фрейда был номинирован на престижную премию South Bank Prize.
- Toxic Schizophrenia (Hyper Version) — новая публичная инсталляция, которая будет представлена в Денверском музее современного искусства весной 2009 года (их первая публичная скульптура, Electric Fountain, была открыта в 2008).
- Работы Нобла и Вебстер были включены в выставки «Contemporary Sculptors at The British Museum» в Лондоне (2008-09) и «Apocalypse. Beauty and Horror in Contemporary Art» в Королевской Академии в Лондоне в 2000.

## Биография
Тим Нобл родился в 1966 в Страуде, Великобритания.
Образование:
- 1994 Royal College of Art, MA
- 1992 Dean Clough, Halifax, West Yorkshire, U.K., Residency
- 1989 Nottingham Polytechnic, U.K., BFA
- 1986 Cheltenham Art College, U.K., Foundation course

Сью Вебстер родилась в 1967 в Лестере, Великобритания.
Образование:
- 1992 Nottingham Polytechnic, U.K., BFA
- 1986 Leicester Polytechnic, U.K., Foundation course

## Персональные выставки
- 2008 Tim Noble and Sue Webster — Goss Michael Foundation, Dallas, TX
- 2007 Sacrificial Heart, Gagosian Gallery, Лондон
- 2005 The Glory Hole, Bortolami Gallery, Нью-Йорк
- 2005 Tim Noble & Sue Webster — Kukje Gallery, Сеул
- 2005 The New Barbarians, CAC Centro de Arte Contemporáneo Malága, Малага
- 2004 Tim Noble & Sue Webster — MFA — Museum of Fine Arts, Boston, Бостон
- 2004 Tim Noble & Sue Webster — Stuart Shave/Modern Art , Лондон
- 2004 Tim Noble & Sue Webster — Modern Art Inc., Лондон
- 2003 Tim Noble and Sue Webster — P.S.1 Contemporary Art Center, Long Island
- 2002 Tim Noble & Sue Webster — Ghastly Arrangements — Milton Keynes Gallery, Milton Keynes, Buckinghamshire (England)
- 2001 Instant Gratification, Gagosian Gallery, Лос-Анджелес
- 2000 Tim Noble & Sue Webster — Deste Foundation, Centre for Contemporary Art, Athens
- 2000 Tim Noble & Sue Webster — British Wildlife — Stuart Shave/Modern Art , Лондон
- 2000 Tim Noble & Sue Webster — British Wildlife — Modern Art Inc., Лондон
- 2000 Tim Noble, Sue Webster — Deitch Projects, Нью-Йорк
- 1999 Noble/Webster — The New Barbarians — Chisenhale Gallery, Лондон
- 1998 Tim Noble & Sue Webster — Stuart Shave/Modern Art , Лондон
- 1998 Tim Noble & Sue Webster — Wow — Modern Art Inc., Лондон